# 克雷格·康奈尔
克雷格·康奈尔（英語：Craig Connell，1967年9月7日—），新西兰男子自行车运动员。他曾代表新西兰参加1990年英联邦运动会自行车比赛，获得一枚银牌。他也曾参加1988年夏季奥林匹克运动会。